# Parco Eleonora
Il parco Eleonora è un parco pubblico di San Benedetto del Tronto. Situato nella zona sud della città, nel quartiere Porto d'Ascoli, è intitolato a Eleonora Marcelli che è stata consigliere comunale, si impegnò in particolare per la realizzazione del parco.

## Caratteristiche
Considerato il più grande parco attrezzato della città con i suoi 11000m², si presenta come un grande tappeto erboso ricco di flora sono presenti 104 alberi ad alto fusto e 958 essenze arboree suddivise in 73 specie differenti, e dalla fauna composita da uccelli selvatici ed uccelli migratori, vista la vicinanza della Riserva naturale regionale Sentina.
All'interno del parco ci sono diverse attrazioni per grandi e piccoli, vi sono numerosi giochi per bambini ed è presente anche una piccola libreria.

## Centro Sportivo
Adiacente al parco, con ingresso in via Ticino, è presente il Centro Sportivo Eleonora, inaugurato il 16 luglio 2016, all'interno di un'area di circa 5000m². Dispone di due campi di Calcio a 5, uno di calcio a 3, entrambi con erba sintetica di ultimissima generazione e un campo da Padel. All’interno del centro sono presenti gli spogliatoi anche un’area fitness per attività di Spinning e Super Jump (attività aerobica che si pratica utilizzando un tappeto elastico) all’aria aperta.

## Eventi
Nel corso dell'anno nel parco si svolgono numerose manifestazioni ed eventi di ogni genere. Dal 2002 ad'agosto si svolge la Festa del Parco Eleonora.